# مدیسون (نبراسکا)
مدیسون(به انگلیسی: Madison) شهری در ایالت نبراسکا کشور ایالات متحده آمریکا است که جمعیت آن در سرشماری سال ۲۰۱۰ میلادی، ۲٬۴۳۸ نفر بوده‌است.